# 호텔

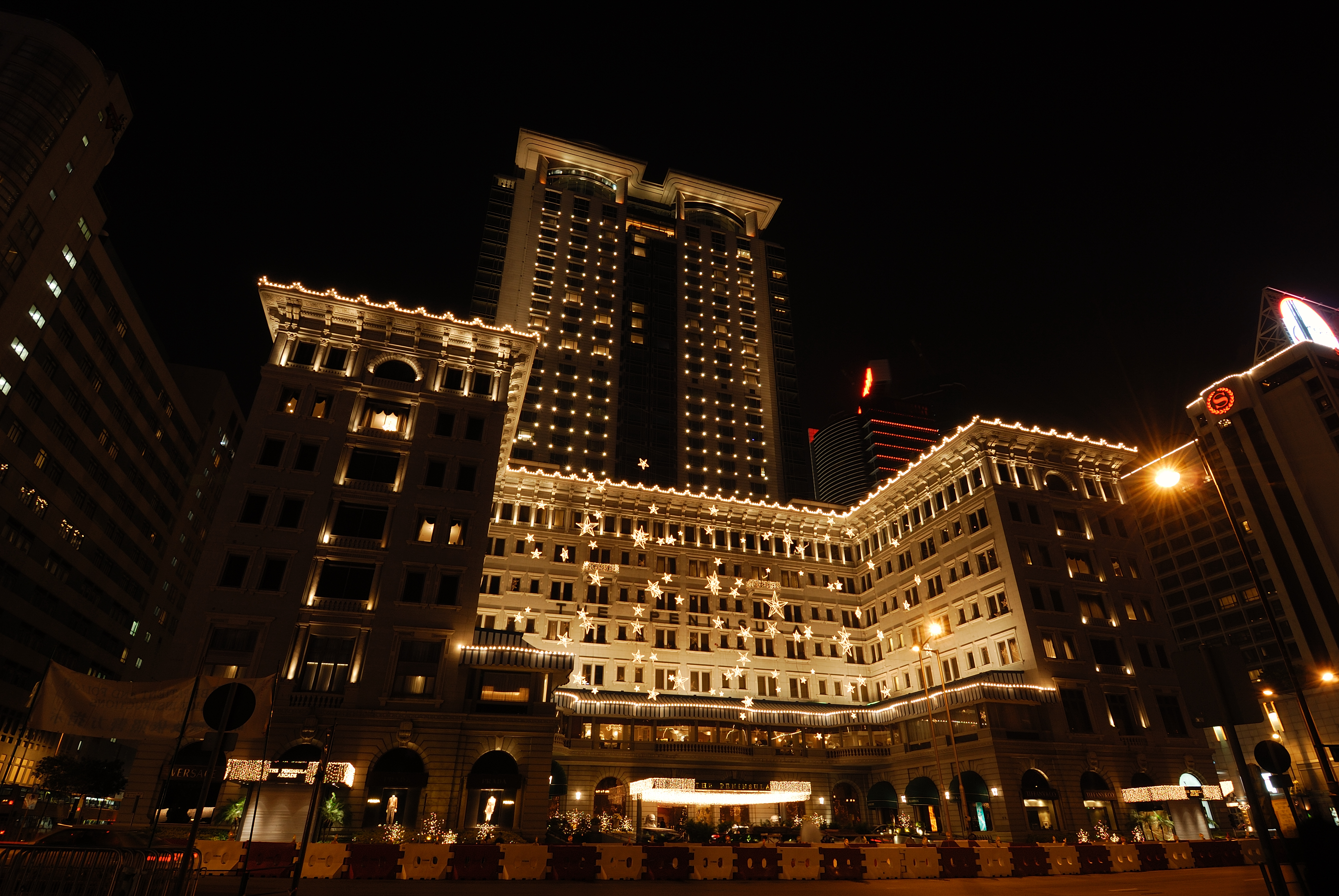
더 페닌슐라 홍콩

호텔(영어: Hotel)은 여러 숙박시설 중 하나이다. 숙박 시설은 일반적으로 리조트와 구별할 수 있으며 전통적으로 호텔은 도시의 숙박 시설을 뜻한다.
호텔은 손님을 위해 많은 부가 서비스를 제공하며, 호텔 이용객을 위한 식당, 수영장, 보육 시설, 웨딩 시설 등이 있다. 공간 이용의 효율성을 극대화하기 위해 대부분 수직 고층 건물이다.

## 종류
대한민국의 호텔은 관광호텔업, 가족호텔업, 전통호텔업 등 숙박업소의 카테고리가 나뉘어있으며 호텔 첫 개관 시, 목적에 따라 등급심사를 받고 호텔업에 등록해야 한다.
첫 등급심사를 받은 후 3년마다 등급 심사에 응하여 객실, 업장, 서비스의 품질을 점검해야 하며 심사기준에 미달되거나 충족 시 등급이 변화 할 수 있다.
호텔 중에는 아파트먼트 호텔(영어: Arpartment Hotel, 약칭:아파트 호텔) 혹은 레지던스 호텔 (영어 : Residence Hotel, 약칭 : 레지던스) 같은 장기 투숙객을 위한 객실을 제공하는 곳도 있다.
호텔과 아파트 호텔 또는 레지던스의 차이는 객실 내 (혹은 투숙객이 공용으로 쓸 수 있는) 주방이 설치되었는가, 설치되지 않았는가이며 아파트 호텔 또는 레지던스는 가족호텔업이나 리조트/콘도로 등록되어 있다. 주방 시설을 제공하는 호텔은 관광호텔업으로 등록할 수 없다.
부대 시설 기준에 따라 호텔을 풀서비스 호텔과 리미티드 서비스 호텔(비즈니스 호텔)로 구분할 수도 있다. 풀서비스 호텔은 연회장, 레스토랑 2개 이상, 수영장, 피트니스 센터 등을 고루 갖춘 곳이고, 리미티드 서비스 호텔은 조식 제공은 가능하지만 연회장은 없고, 소규모 회의실 정도를 제공하는 호텔이다.
시설 정도에 따라 럭셔리 호텔, 업스케일 호텔, 미드스케일 호텔 등으로 나누기도 한다. 객실 크기, 욕실 구성 요소, 회의실 수준, 수영장, 피트니스 센터, 스파 시설 유무, 각 공간의 크기에 따라 구분하는 법이다. 럭셔리 호텔은 객실 크기가 45~60제곱미터, 욕실 구성 요소 4~5개 픽스처(fixture, 샤워실, 욕조, 변기, 세면대 1~2개),  2~3개 식음료장, 연회장, 수영장, 피트니스 센터, 스파를 기본으로 갖춘 곳이다. 리츠 칼튼 리저브, 아만, 오베로이, 페닌슐라 등을 최고로 친다. 업스케일 호텔은 여행이나 출장을 가는 이들이 가장 선호하는 호텔이다. 웨스틴조선, 더플라자, 힐튼 등이다. 미드 스케일 호텔은 부대시설 없이 호텔이 가져야 할 가장 기본적인 기능에 집중하는 호텔이다. 젊은 여행자들이 선호한다.

## 호텔의 등급
과거 대한민국의 호텔 등급은 무궁화로 나뉘었다. 녹색 바탕의 무궁화 2개 ~ 5개(3등급~ 특2급) , 금색 바탕의 무궁화 5개 (특1급) 으로, 속칭 특급호텔이 이 무궁화 등급제도에서 파생된 단어이다.
(녹색 바탕의 무궁화 5개인 특2급 호텔도, 대중에게 광고 시 특급호텔이라는 칭호를 사용했다. 대중은 녹색 바탕과 금색 바탕의 차이를 구분할 만큼 호텔 등급제도에 대한 지식도, 관심도 없으니까)
현재 대한민국의 호텔 등급은 국제화 규격에 맞추어 별(star)로 나뉘어 있다. 별 개수로 등급이 나뉘며 최고 성급은 5성이다. 성급이 높을수록 고급 호텔로 여겨진다.
간혹 6성급, 7성급 호텔이라 주장하는 호텔이 있다(두바이의 버즈알아랍 같은). 실제 5성급 호텔이 될 수 있는 조건과 버즈알아랍을 비교해 보면, 버즈알아랍은 객실 크기, 금 도금한 마감 자재, 최고급 침대와 카펫과 가구, 명품 어메니티 등에서 압도적으로 화려한 편이다. 그러나 7성급 호텔이란 말은 기존 호텔 등급 제도의 기준보다 더 고급스럽고 화려하고 편리한 호텔임을 강조하기 위한 마케팅 용어에 불과하다.

## 역사
여행객에게 접대를 제공하는 시설은 문명의 최초 기능 중 하나였다. 기원전 9세기 호메로스의 서사시 『일리아스』나 『오디세이아』에 나오는 손님맞이 장면에서 호텔의 기원을 찾을 수 있다. 제우스 등 올림포스 신들은 언제나 여행자나 이방인으로 변장한 채 한밤중에 문을 두드리기에 고대인들은 낯선 이를 환대하는 것을 신에 대한 의무처럼 생각했다.
성서에도 관련한 관습이 나온다. “너희는 내가 굶주렸을 때 먹을 것을 주었고, 목말랐을 때 마실 것을 주었으며, 나그네 되었을 때 따뜻하게 맞이했다.” 고대 페르시아에도 회복과 휴식을 위한 병원이 스파에 설립되었다는 기록이 있다.
로마 제국은 넓은 영토를 효율적으로 지배하기 위해 도로를 닦고, 사람이 하루에 걸을 수 있는 거리인 20마일마다 하나씩 먹고 잘 수 있는 공간을 두었다. 브래드포드 허드슨 미국 보스턴 경영대 교수에 따르면 이것이 호텔의 기원이다. 중국의 당나라 역시 전국 방방곡곡에 관도를 내고 역참을 두었으며, 이 과정에서 자연스레 여행자들이 먹고 쉴 수 있는 숙박업이 생겨났다.
중세 서양에는 순례자나 수도자를 위한 수도원이 호텔 역할을 하다가 후대에는 여행자들을 위해 마구간이 달린 마차 여관이 생겨났다. 세르반테스의 『돈키호테』에는 마차 여관에서 일어난 소동이 자세히 나온다. 일찍부터 관도의 치안이 안정되고 여행이 활성화된 중국에서는 당나라 이후 관도를 중심으로 다양한 호텔(반점)이 생겨나서 유행했다. 705년 설립된 일본의 니시야마 온센 게이운칸은 기네스 세계 기록에 의해 세계에서 가장 오래된 호텔로 공식 인정되고 있다.
서양에서 본격적 의미의 호텔의 역사는 15세기 이후에야 시작되었다. 이 무렵 영국에서 여관업(inn) 등록이 제도화되면서 약 600여 곳의 등록 여관이 객실, 주방, 공용 공간, 마구간, 창고 등을 갖추고 영업을 시작했다. 호텔(hotel)이라는 말은 프랑스어에서 유래했는데, 영국에서는 1768년 영국 엑서터 지역에 문을 연 숙박업소가 광고에 처음 사용한 것으로 알려져 있다. 이곳은 1801년부터 아예 로열 클래런스 호텔이라는 이름을 달고, 숙박 공간 외에 방문자를 위한 커피 서비스, 무도회, 집회, 콘서트 등을 개최했다. 호텔이 여행자를 위한 숙소를 넘어서 도시 엘리트들의 문화 공간으로 탈바꿈한 것이다.
19세기 이후, 호텔은 산업혁명의 영향을 받아 본격적으로 발달했다. 증기선, 철도 등이 도입되면서 비즈니스 등의 이유로 먼 곳까지 여행하는 이들이 폭증했기 때문이다. 1829년 미국 보스턴에서 문을 연 더 트레몬트 하우스는 객실 안에 최초로 프론트 데스크와 소통할 수 있는 호출기, 화장실, 도어록 등을 갖추고 코스별로 따로 음식을 주문할 수 있는 알라카르트(A la Carte) 서비스를 제공했다. 1832년 뉴욕에서 개장한 더 홀츠 호텔에서는 최초로 엘리베이터를 갖춰 여행자들이 짐을 편하게 옮길 수 있게 만들었다.
1950년대 미국에서 고속도로 붐이 일어나면서 호텔은 호황을 맞이했다. 자동차 여행 행렬을 맞이하는 호텔들이 고속도로를 중심으로 속속 생겨난 것이다. 이 무렵부터 힐트, 메리어트, 하얏트 등 글로벌 호텔 그릅이 등장해서 호텔 운영의 새 역사를 쓰기 시작했다.
20세기 후반에는 산이나 바다 가까이에 휴식과 휴가를 위한 리조트가 들어섰다. 1968년 바하마에 문을 연 아틀란티스 파라다이스 아일랜드, 1971년 플로리다에 문을 연 월트 디즈니 월드 리조트 등이 그 예이다. 이어서 주거와 숙박이 결합된 콘도미니엄 호텔(콘도)도 나타났다. 아울러 1980년대에는 인테리어 업계의 스타 디자이너와 손잡고 호텔 내외부를 독특하고 개성 있는 공간으로 연출하는 부티크 호텔도 출현했다. 21세기 호텔의 트렌드 중 하나는 로컬 호텔과 웰니스 호텔이다.

#### 한국
호텔을 여행객에게 잠자리와 먹을 것을 제공해 주는 공간으로 정의한다면, 그 최초의 형태는 『삼국사기』에 처음 나타난다. “소지마립간 9년(487) 3월, 비로소 사방에 우역(郵驛)을 두고, 관청에 명하여 관도를 수리하게 하였다.” 우역은 신라 시대 이후 고려, 조선을 거치면서 공문서를 전달하거나 관물을 운송하는 등 공무를 집행하는 관리에게 숙박과 음식, 말 등을 제공하는 곳으로 약 30리 단위로 설치되었다. 다른 말로 역원((驛院), 역참(驛站), 객사(客舍), 역(驛), 원(院)이라 했고, 민간의 여각(旅閣), 객주(客主), 주막 등 민간에서도 숙소와 식사를 제공하는 곳들이 성행했다.
1876년 강화도 조약 이후, 강제 개항 과정에서 근대적 의미의 숙박 시설이 여관 형태로 들어서기 시작했다. 1888년 개항지인 인천에 최초로 서양식 호텔인 대불호텔이 들어서면서 한국 호텔의 역사가 시작된다. 이 호텔은 일본인 사업가 호리 리키타로(堀久太郞)가 오늘날 인천 중앙동 인근에 세운 3층짜리 유럽식 건축 양식의 벽돌 건물이었다. 이어서 중국인 이태(怡泰)가 운영하는 스튜어드 호텔(Steward Hotel)이 문을 열었고, 1890년경에는 오스트리아인이 운영하는 코레 호텔(Hotel de Corée)도 문을 열었다.
1901년 서울 정동 덕수궁 대한문 앞에 처음으로 프랑스인이 운영하는 2층 높이의 벽돌 건물인 팔레 호텔이 들어섰고, 비슷한 시기에 서대문 인근에 스테이션 호텔도 문을 열었다. 이어서 1902년 독일인 여성 앙투아네트 손탁이 러시아풍으로 지은 손탁 호텔을 개업했다. 이 무렵 호텔은 외국인이 머무는 공간이자 조선 상류층의 문화 살롱 역할을 하면서 커피 문화를 알린 곳이었다.
최초의 고급 호텔은 일제가 일본이나 해외 귀빈을 접대하기 위해 환구단 일부를 헐어서 세운 조선호텔이다. 1914년 문을 연 이 5층짜리 호텔은 철도국에서 직영했으며, 300명을 동시에 수용할 수 있는 식당을 비롯해서 바, 독서실, 당구장, 무도장 등을 갖춘 당시로서는 최고급 호텔이었다. 1938년에 개업한 반도호텔이 그 뒤를 이었다. 1912년에는 부산과 신의주에 철도 호텔이 철도국 직영으로 문을 열었고, 1915년 금강산, 1918년 내금강, 1925년 평양 등에도 철도 호텔이 개관했다. 한국인 힘으로 지은 고급 호텔은 1968년 워커힐 호텔이 처음이다.

## 같이 보기
- 리조트